# Valle de San Gabriel

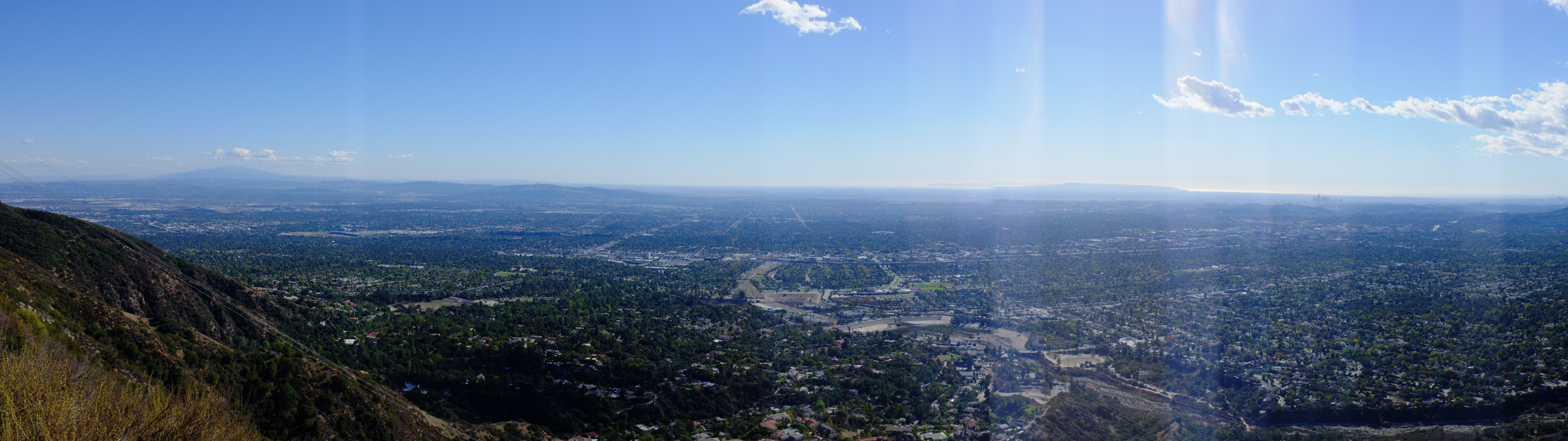
El Valle de San Gabriel visto del Mount Wilson Toll Road cerca de Henninger Flats.

El valle de San Gabriel es uno de los principales valles del Sur de California (Estados Unidos). Se encuentra al este de Los Ángeles, al norte de Puente Hills, al sur de la sierra de San Gabriel, y al oeste de Inland Empire. Su nombre deriva del río San Gabriel, que fluye hacia el sur por el centro del valle. Este, a su vez, fue llamado así por los españoles de la Misión de San Gabriel Arcángel. Aunque en el pasado fue predominantemente agrícola, el Valle de San Gabriel está urbanizado casi por completo y forma parte del área metropolitana de Gran Los Ángeles. Es una de las regiones con mayor diversidad étnica en el país. Tiene un tamaño de unos 520 km² e incluye treinta y una ciudades y cinco comunidades no incorporadas.

## Ciudades y comunidades
| - Altadena - Alhambra - Arcadia - Avocado Heights - Azusa - Baldwin Park - Bassett - Bradbury - Charter Oak - Citrus - City of Industry - Claremont | - Covina - Diamond Bar - Duarte - East Pasadena - El Monte - Glendora - Hacienda Heights - Hillgrove - Irwindale - La Cañada Flintridge - La Puente - La Verne - Mayflower Village | - Monrovia - Montebello - Monterey Park - North El Monte - Pasadena - Pomona - Rosemead - Rowland Heights - San Dimas - San Gabriel - San Marino - Sierra Madre | - South El Monte - South Pasadena - South San Gabriel - South San Jose Hills - Temple City - Valinda - Vincent - Walnut - West Covina - West Puente Valley - Whittier |

## Demografía y diversidad étnica
Las estimaciones del censo de 2010 indican que la población es de dos millones. 
Hispanos, predominantemente mexicanos, están concentrados en las comunidades de Azusa, Baldwin Park, City of Industry, El Monte, La Puente, Montebello, Rosemead, San Gabriel, South El Monte, West Covina, y Whittier. La mayoría de la población es hispana y estadounidense de origen asiático, pero hay comunidades caucásicas y armenias también. El Valle de San Gabriel tiene la mayor concentración de estadounidenses de origen chino del país.

## Sitios locales de interés

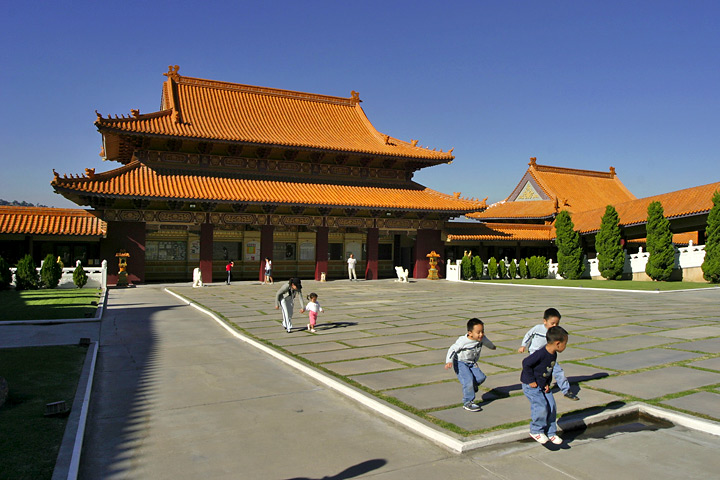
Hsi Lai Temple en Hacienda Heights, el segundo mayor templo y monasterio budista en el hemisferio occidental.

- Descanso Gardens - La Cañada Flintridge
- Parque natural Galster - West Covina
- Biblioteca Huntington y los Jardines Botánicos - San Marino
- Arboreto y Jardín Botánico del Condado de Los Ángeles - Arcadia
- Misión de San Gabriel Arcángel - San Gabriel
- Norton Simon Museum - Pasadena
- Old Town Pasadena - Pasadena, zona comercial
- Pio Pico State Historic Park - Whittier
- Raging Waters - San Dimas
- Estadio Rose Bowl - Pasadena
- Santa Anita Park - Arcadia, carreras de caballo
- Santa Fe Dam Recreation Area - Irwindale, zona de recreo

## Clima
El valle tiene un clima mediterráneo. La nieve es muy rara, pero se puede ver en la Sierra de San Gabriel con frecuencia. 
| Parámetros climáticos promedio de Baldwin Park, California: una de las ciudades del Valle de San Gabriel | Parámetros climáticos promedio de Baldwin Park, California: una de las ciudades del Valle de San Gabriel | Parámetros climáticos promedio de Baldwin Park, California: una de las ciudades del Valle de San Gabriel | Parámetros climáticos promedio de Baldwin Park, California: una de las ciudades del Valle de San Gabriel | Parámetros climáticos promedio de Baldwin Park, California: una de las ciudades del Valle de San Gabriel | Parámetros climáticos promedio de Baldwin Park, California: una de las ciudades del Valle de San Gabriel | Parámetros climáticos promedio de Baldwin Park, California: una de las ciudades del Valle de San Gabriel | Parámetros climáticos promedio de Baldwin Park, California: una de las ciudades del Valle de San Gabriel | Parámetros climáticos promedio de Baldwin Park, California: una de las ciudades del Valle de San Gabriel | Parámetros climáticos promedio de Baldwin Park, California: una de las ciudades del Valle de San Gabriel | Parámetros climáticos promedio de Baldwin Park, California: una de las ciudades del Valle de San Gabriel | Parámetros climáticos promedio de Baldwin Park, California: una de las ciudades del Valle de San Gabriel | Parámetros climáticos promedio de Baldwin Park, California: una de las ciudades del Valle de San Gabriel | Parámetros climáticos promedio de Baldwin Park, California: una de las ciudades del Valle de San Gabriel |
| Mes | Ene. | Feb. | Mar. | Abr. | May. | Jun. | Jul. | Ago. | Sep. | Oct. | Nov. | Dic. | Anual |
| --- | --- | --- | --- | --- | --- | --- | --- | --- | --- | --- | --- | --- | --- |
| Temp. máx. media (°C)                                                                                    | 21.1 | 21.7 | 22.8 | 26.1 | 27.2 | 29.4 | 32.2 | 33.3 | 32.8 | 29.4 | 24.4 | 21.7 | 26.7 |
| Temp. mín. media (°C)                                                                                    | 6.1 | 7.2 | 8.3 | 10.6 | 13.9 | 16.1 | 17.8 | 18.9 | 18.3 | 13.9 | 8.9 | 5.6 | 11.1 |
| Fuente: weather.com                                                                                      | | | | | | | | | | | | | |